# Заречный (Карелия)
Заречный — посёлок в составе Костомукшского городского округа Республики Карелия.

## Общие сведения
Расположен на берегу реки Тюрюйоки, вблизи автодороги Костомукша—Надвоицы.

## Население
| 2002 | 2009 | 2010 | 2013 |
| ---- | ---- | ---- | ---- |
| 83   | ↗106 | ↗127 | ↗136 |